# Platydema flavipes
Platydema flavipes es una especie de escarabajo del género Platydema, tribu Diaperini, familia Tenebrionidae. Fue descrita científicamente por Fabricius en 1801.

## Descripción
Mide 3,6-5,4 milímetros de longitud.

## Distribución
Se distribuye por Estados Unidos y Costa Rica.